# Cyclocarpa stellaris
Genre
Espèce
Classification phylogénétique
Synonymes
- Aeschynomene stellaris (Baker) Roberty[2]

Cyclocarpa stellaris est une espèce de plantes à fleurs dicotylédones de la famille des Fabaceae, sous-famille des Faboideae, originaire des régions tropicales de l'Ancien Monde (Afrique, Asie du Sud-Est, Australie). C'est l'unique espèce acceptée du genre Cyclocarpa (genre monotypique).